# Губернские учреждения
Губе́рнские учрежде́ния — совокупность административных органов, посредством которых осуществлялось государственное управление Российской империи на губернском уровне. Учреждения могли быть имеющими постоянный штат организациями (правления, палаты) и периодически собираемыми собраниями (присутствия, съезды, комитеты, комиссии). Губернские учреждения, в целом возглавляемые чиновником министерства внутренних дел — губернатором, находились под началом различных министерств и ведомств. Основным законом, регулирующим их деятельность, был «Свод учреждений губернских». По «Общему учреждению губернскому» управлялось 49 губерний Европейской России, окраинные губернии управлялись по особенным учреждениям. В состав губернских учреждений не входили судебные и военные учреждения.

## Перечень губерний, управляемых по общему и особенному учреждениям
По «Общему учреждению губернскому» управлялись на 1913 год 49 губерний: (Архангельская, Астраханская, Бессарабская, Виленская, Витебская, Владимирская, Вологодская, Волынская, Воронежская, Вятская, Гродненская, Екатеринославская, Казанская, Калужская, Киевская, Ковенская, Костромская, Курляндская, Курская, Лифляндская, Минская, Могилевская, Московская, Нижегородская, Новгородская, Олонецкая, Оренбургская, Орловская, Пензенская, Пермская, Подольская, Полтавская, Псковская, Рязанская, Самарская, Санкт-Петербургская, Саратовская, Симбирская, Смоленская, Таврическая, Тамбовская, Тверская, Тульская, Уфимская, Харьковская, Херсонская, Черниговская, Эстляндская, Ярославская), то есть все регионы Европейской России, кроме Области Войска Донского.
Губернские учреждения других регионов отличались и были определены особенными законоположениями.
По «Учреждению об управлении губерний Царства Польского» управлялись 9 губерний: Варшавская, Калишская, Келецкая, Ломжинская, Люблинская, Петроковская, Плоцкая, Радомская, Сувалкская. До 1913 года существовала Седлецкая губерния, упраздненная при образовании Холмской губернии. Все эти регионы составляли Варшавское генерал-губернаторство. Холмская губерния управлялась по тому же уложению, но с некоторыми модификациями, так как не подчинялась Варшавскому генерал-губернатору.
По «Учреждению управления Кавказского края» управлялись 13 регионов: губернии Бакинская, Елизаветпольская (Елисаветпольская), Кутаисская, Тифлисская, Черноморская, Эриванская, области Батумская, Дагестанская, Карсская, Кубанская, Терская и округи Сухумский и Закатальский. Все эти регионы составляли Кавказское наместничество. Управление Черноморской губернией имело особенности.
Ставропольская губерния управлялась по тому же Учреждению, но с изъятием её из власти кавказского наместника (с 1899 года).

Закаспийская область управлялась по особенному «Временному положению по управлению Закаспийской областью».
Сырдарьинская, Ферганская и Самаркандская области управлялись по «Положению об управлении Туркестанского края».
«Положение об управлении областей Акмолинской, Семипалатинской, Семиреченской, Уральской и Тургайской» устанавливало особые правила управления этими пятью регионами.
«Учреждение сибирское» устанавливало порядок управления 10 регионами Сибири. Внутри этого документа для различных частей Сибири устанавливались различные порядки управления. По организации государственного управления Сибирь разделялась на следующие зоны:
Иркутское генерал-губернаторство (Иркутская и Енисейская губернии, Забайкальская и Якутская области), причем для Забайкальской области, Енисейской и Иркутской губернии, Якутской области действовал ряд дополнительных, особых для каждой, правил;
Приамурское (Амурская, Камчатская, Приморская, Сахалинская области), причем для Амурской, Приморской и Сахалинской областей действовали дополнительные, особые для каждой правила;
Тобольская и Томская губернии.
Управление Финляндией, имевшей собственную конституцию и сейм, было полностью обособлено от всей остальной империи.
Власть всех губернских учреждений была существенно ограничена в тех городах, в которых были учреждены градоначальства (на 1914 год: Баку, Керчь-Еникале, Москва, Николаев, Ростов-на-Дону, Санкт-Петербург, Севастополь, Ялта). Кронштадт находился под управлением особого военного губернатора, на 1914 год единственного в стране.

## Губернские органы государственной власти

### Главный начальник губернии (генерал-губернатор)
Генерал-губернаторы являлись начальниками нескольких губерний (по состоянию на 1914 год только 36 губерний и областей из 101 объединялись в 8 генерал-губернаторств). Наместник на Кавказе в правовом отношении также являлся генерал-губернатором.
Генерал-губернатор был прямым начальником всех подчиненных ему губернаторов и градоначальников, но не имел отдельных от них зон ответственности. По кругу своих обязанностей, генерал-губернатор скорее был полномочным инспектором, который мог запрашивать у губернаторов отчет о любых принимаемых губернскими властями решениях и имел право отменить те из них, которые считал не соответствующим закону.
Права генерал-губернаторов существенно расширялись, если губернии и области объявлялись в положении усиленной или чрезвычайной охраны, или же на военном положении.
Генерал-губернатор не мог доверить свои обязанности никому другому, и в его отсутствие на управляемой территории подведомственные губернаторы становились независимыми.
Генерал-губернаторы назначались именными Высочайшими указами. Генерал-губернаторы по обычаю носили звания военных генералов.

### Губернатор
Губернатор был начальником губернии. Непосредственно губернатору подчинялось только Губернское правление и все органы местной полиции (но не жандармское управление), другие значимые учреждения (прежде всего, Казённая и Контрольная палаты) были от него независимы. Губернатор по должности был председателем почти всех многочисленных губернских присутствий и комитетов, координируя деятельность всех губернских ведомств через эти межведомственные совещания (но при этом, решения в присутствиях и комитетах принимались большинством голосов). Губернатор имел обязанность надзора за всеми учреждениями гражданских ведомств в губернии. В целом, в должностных обязанностях губернатора (кроме прямого руководства полицией) преобладали надзорные и контрольные функции. Возможности губернатора распоряжаться финансами были крайне ограниченными. Поскольку на губернском уровне полицейского учреждения не существовало, губернатор лично выполнял обязанности руководителя полиции губернии, посвящая этому существенную часть своего времени.
Губернатор также обладал обширными надзорными и контрольными функциями в отношении земских и городских учреждений, не относившихся к органам государственной власти, а также по отношению к крестьянским сословным учреждениям.
Права губернаторов существенно расширялись при объявлении местностей на положении усиленной или чрезвычайной охраны. Особенно широко губернаторы использовали право административной высылки неугодных лиц.
Губернаторы назначались именными Высочайшими указами. Должность губернатора относилась к IV классу (действительный статский советник). Хотя должность губернатора в некоторых случаях занималась генералами, она относилась к числу должностей гражданской службы. В организационном смысле губернатор был чиновником Министерства внутренних дел, по департаменту Общих дел.
Заместитель губернатора назывался вице-губернатором, в отсутствие губернатора он получал все его полномочия. Должность вице-губернатора относилась к V классу (статский советник).
При губернаторе состояли канцелярия (8-10 чиновников) и чиновники для особых поручений (3-5 человек).

### Учреждения с постоянным штатом

#### Губернское правление

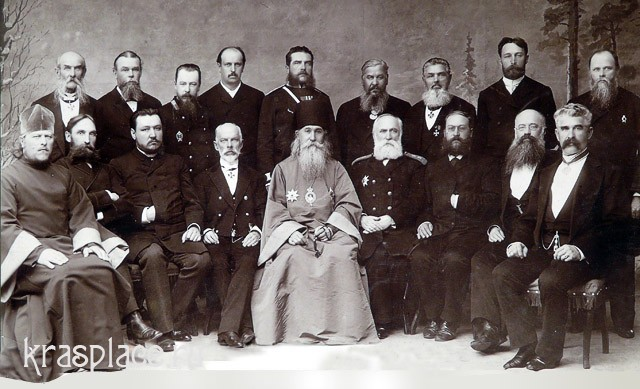
Красноярский губернский комитет Попечительного о тюрьмах общества, 1892 год.
Слева направо сидят: 1. Законоучитель, священник А. Д. Орлов; 2. Президент Общества врачей Енисейской губернии, коллежский советник П. И. Рачковский; 3. и.д. Енисейского губернского прокурора, надворный советник А. Н. Лубенцов; 4. Управляющий Енисейской Казённой палатой, статский советник И. П. Абдрин; 5. Епископ Енисейский и Красноярский Тихон; 6. Енисейский губернатор, действительный статский советник Л. К. Теляковский ; 7. Городской Голова, титулярный советник И. А. Матвеев; 8 .Директор губернской гимназии, статский советник О. П. Витошинский; 9. Купец 2-й гильдии С. Ф. Васильев.
Слева направо стоят: 1. Отставной статский советник А. К. Решитько; 2. Купец 2-й гильдии Л. М. Егоров; 3. Губернский инженер, надворный советник В. И.Павлов; 4. Потомственный почетный гражданин Н. Н. Гадалов; 5. Красноярский полицеймейстер, коллежский асессор М. И. Соколовский; 6. Купец 2-й гильдии Е. А. Щепеткин; 7. Управляющий Енисейским отделением Государственного банка, статский советник И. Г. Чистяков; 8. Потомственный почётный гражданин А. П. Кузнецов; 9. Петергофский купец 2-й гильдии Г. В. Юдин.

Подчиненное губернатору (и относившееся к Министерству внутренних дел) учреждение с постоянным штатом, ответственное за управление губернией в широком смысле. «Губернское правление есть высшее в губернии место, управляющее оною в силу законов, именем Императорского Величества.»
Правление состояло из присутствия и канцелярии, состоящей из:1-го и 2го распорядительных отделений (занятых общим делопроизводством, разбором разнообразных пререканий ведомств и жалобами, и возглавлявшихся старшим и младшим советниками правления), Врачебного отделения (под началом губернского врачебного инспектора), Строительного отделения (под началом губернского инженера), Ветеринарного отделения (под началом губернского ветеринарного инспектора), Межевого отделения, иногда называвшегося Губернской чертежной (под началом губернского землемера),  Тюремного отделения (под началом губернского тюремного инспектора), типографии и редакции официальной губернской газеты. Функции правления ясны из названий его подразделений.
Наиболее важные дела решало Общее присутствие губернского правления (не следует смешивать с Губернским присутствием) — коллегия, состоявшая из губернатора, вице-губернаторов, советников правления, губернского врачебного инспектора, губернского инженера, губернского архитектора (с правом совещательного голоса), губернского землемера, губернского тюремного инспектора и асессора. Присутствие имело канцелярию, отдельную от канцелярии губернского правления.
Начальникам подразделений губернского правления был присвоен чин VI класса (коллежский советник).
Несмотря на обширное описание, которое закон давал обязанностям губернского правления, дел у правления, за исключением разбора жалоб на действия других учреждений и отмены их решений, было очень немного. Медицинской, ветеринарной и строительной частью в действительности занимались земства и города, межевой — землеустроительные комиссии, тюрьмы находились в ведомстве министерства юстиции, а местные арестные дома содержало земство. Немногочисленные (20-30 человек в начале XX века) чиновники губернского правления в спокойных губерниях были загружены работой в меньшей степени, чем их коллеги из других губернских учреждений. Общие присутствия губернских правлений в реальной административной практике с конца XIX века не собирались, губернаторы решали дела единолично.
Губернское правление не имело уездных подразделений, так как устройство Российской империи не предусматривало единства государственного управления на уездном уровне.

#### Казённая палата
Казённая палата — губернское учреждение Министерства финансов, по департаменту (затем Главному управлению) Государственного казначейства. Палата руководила всеми губернскими и уездными организациями, занимавшимися сбором государственных налогов (участковые податные инспекции, губернские и уездные присутствия по налоговым делам) и Казначейством (выполнявшим непосредственно кассовое обслуживание государственных учреждений), а также выполняла функции объединенной бухгалтерии и финансового отдела для всех прочих государственных учреждений в губернии.
Палата утверждала контракты государственных учреждений на сумму до 5000 рублей (контракты от 5000 рублей до 10 000 рублей утверждались губернатором, на большую сумму — министром финансов).
Таким образом, губернские ведомства не имели денег в свободном распоряжении (а часто даже не вели бухгалтерского учета своих операций), и должны были согласовывать любой расход с казённой палатой, следившей прежде всего за соблюдением бюджетной дисциплины.
Контрольные финансовые функции были у независимой организации, Контрольной палаты.
Казённая палата не имела уездных подразделений.

#### Казначейство
Губернское казначейство — учреждение Министерства финансов, подчиненное губернской Казённой палате. Казначейство вело кассовое обслуживание государственных учреждений. Начиная с 1863-67 годов, когда был введен принцип единства государственной кассы, счета государственных учреждений Российской империи находились на казначейском обслуживании и никогда не передавались ни в отделения Государственного банка, ни в коммерческие банки. Казначейства также принимали от налогоплательщиков налоги (податные инспекции только рассылали окладные листы — извещения о размере налога). В ведении казначейства находилась продажа гербовой бумаги, марок, бандеролей, выдача свидетельств на право торговли и промыслов.
Казначейство возглавлялось губернским казначеем, чиновником министерства финансов. Казначей был подотчетен губернатору, но не подчинялся ему.
Казначейства разделялись на семь разрядов по штатам, в зависимости от оборота. В среднем, в казначействах служило 40—70 чиновников.
В уездах имелись отдельные казначейства, подчиненные напрямую Казённой палате.

#### Контрольная палата
Контрольная палата — губернское учреждение Государственного контроля, учрежденные в 1865 году. Контрольные палаты занимались ревизией счетов всех государственных учреждений губернии.
Чтобы устранить всякую подчиненность проверяющего проверяемому, Контрольные палаты были формально изъяты из числа губернских учреждений, и управляющий Палаты никаким образом не был подчинен губернатору.
Палату возглавляли управляющий и его помощник. Для решения важных дел собиралось Общее присутствие Контрольной палаты в составе управляющего, его помощника и старших ревизоров.
Контрольные палаты были разделены на восемь разрядов по штатам, в зависимости от величины финансового оборота в губернии. В среднем, в Контрольной палате было 20-30 чиновников.
Уездных учреждений Государственного контроля не имелось.

#### Управление земледелия и государственных имуществ
Управление земледелия и государственных имуществ (до 1902 года назывались Управлениями государственных имуществ) — губернское учреждение Главного управления земледелия и государственных имуществ (до 1893 года называлось Министерством государственных имуществ, в 1893—1895 годах называлось Министерством земледелия и государственных имуществ, в 1915 году переименовано в Министерство земледелия).
Для многих губерний эти управления были объединенными и приходились одно на две или три губернии.
Управления были чисто бюрократическими учреждениями, то есть не имели никакой полномочной коллегии, и управлялись только начальниками, назначаемыми Высочайшими приказами.
Первичной функций этих учреждений было управление казёнными имуществами (землями и лесами; горно-металлургическими предприятиями руководил Горный департамент Главного управления земледелия и государственных имуществ через особые округа, не совпадавшие с губерниями), в двух направлениях: предоставление казённых земель в аренду и ведение лесного хозяйства. С переименованием Министерства в 1893 году появились функции, связанные с покровительством развитию земледелия, вес которых в деятельности ведомства все более и более увеличивался. Хотя значительную часть мероприятий агрономической помощи взяли на себя земства, министерство через свои местные учреждения производило значительные субсидии.
Управления работали совместно с губернскими землеустроительными комиссиями и губернскими лесоохранительными комитетами.
Штат управлений был небольшим (до 10 чиновников), им подчинялись все чины лесной охраны, а также инструкторы по сельскому хозяйству. До образования губернских землеустроительных комиссий управлениям подчинялись также и землемеры.
Уездных подразделений управления не имели.

#### Фабричная инспекция
Фабричные инспекции — местные учреждения Министерства торговли и промышленности, надзиравшее за значимыми промышленными предприятиями (упрощенно, за предприятиями с численностью рабочих более 50 человек или имевшими двигатель), учрежденные в 1882 году; в 1894 году инспекции были реформированы и существенно расширены. Кроме Министерства торговли и промышленности, чины инспекции были также подотчётны (и по определённым вопросам подчинены) губернаторам. До учреждения Министерства торговли и промышленности инспекции относились к ведомству Министерства финансов.
Инспекции, не имевшие канцелярии и какого-либо коллегиального органа, состояла из старших фабричных инспекторов, фабричных инспекторов и кандидатов на должность инспектора.
Задачи инспекций состояли в надзоре за соблюдением трудового законодательства как со стороны рабочих, так и со стороны работодателей, технический надзор за паровыми котлами, сбор и обработка статистических данных о промышленности. Жалобы на действия инспекций рассматривало губернское по фабричным и горнозаводским делам присутствие.

#### Губернская землеустроительная комиссия
Губернские землеустроительные комиссии были учреждены в 1906 году. Комиссии, под председательством губернатора, состояли из губернского предводителя дворянства, председателя губернской земской управы, непременного члена (назначаемого главным управлением земледелия и землеустройства), управляющего казённой палатой, управляющего местными отделениями Крестьянского и Дворянского поземельного банков (как правило, эти должности совмещало одно лицо), одного из членов окружного суда, одного из непременных членов губернского присутствия, управляющего удельным округом (если он имелся), шести членов, избираемых губернским земским собранием, из которых три должны были быть крестьянами.
Землеустроительные комиссии представляли собой учреждения, ответственные за проведение аграрной реформы. Первичной задачей комиссий было содействие приобретению крестьянами новых земель через Крестьянский банк и передаче крестьянам казённых и удельных земель. Далее комиссиям была поручена более сложная задача организации землеустроительных работ при закреплении надельных земель в собственность крестьян, что чаще всего представляло собой полное разверстание всех общинных земель с уничтожением чересполосицы и выделением крестьянам отрубов (то есть всего земельного надела одним участком). Во многих случаях к этим работам присоединялись также необходимые мелиоративные и гидротехнические работы. Так как межевые отделения губернских правлений не справлялись с таким объемом работ, комиссии постепенно организовали собственный штат землемеров, достигавший более чем 100 человек на губернию.и
В соответствии с законом о землеустройству от 29 мая 1911 г. комиссия сосредоточилась на работах по улучшению условий надельного землепользования.
Губернские комиссии руководили подчиненными им уездными землеустроительными комиссиями.

#### Губернское акцизное управление
Губернские акцизные управления — местные учреждения Министерства финансов, занятые исключительно администрированием акцизных сборов и независимые от других местных учреждений того же министерства. Акцизные управления организовывали сбор акцизов с питей, изделий из вина и спирта, дрожжей, табака, сахара, осветительных нефтяных масел и зажигательных спичек. В местностях, где действовала казённая винная монополия, акцизные управления заведовали всей деятельностью монополии (производством, закупкой у сторонних производителей, транспортировкой, хранением и продажей водки). Управления были независимы от губернаторов, которые сохраняли только право их ревизии и могли запрашивать от управлений необходимые данные.
Созданы в 1862 году в соответствии с «Положением о питейном сборе» от 4 июня 1861 года. В конце 1862 года на управления также были возложены заведование казёнными соляными источниками и наблюдение за частной добычей соли.
Управление, под началом управляющего акцизными сборами, состояло из старших и младших ревизоров, техников, чиновников по судебной части и канцелярии. При управлениях состояли контролеры и надсмотрщики. В губернском управлении служило 40-50 чиновников.
Губернским акцизным управлениям были подчинены окружные акцизные управления в уездах.

#### Директор народных училищ
Министерство народного просвещения управляла учреждениями высшего и среднего образования по учебным округам, бывшим значительно крупнее губерний. На губернском уровне (и только в губерниях с земскими учреждениями) управление осуществлялось над начальными училищами. Особого учреждения со штатной канцелярией не предусматривалось, все функции выполнял один чиновник — директор начальных училищ, которому были подчинены инспекторы начальных училищ (5-7 человек), каждый наблюдавший за группой начальных школ. Директор начальных училищ состоял в V классе (статский советник), инспекторы — в VI классе (коллежский советник).

Так как основная масса начальных училищ находилось в заведовании либо земств, либо духовного ведомства, должность директора народных училищ была более наблюдательской, чем руководящей.
Высшие функции по заведованию над начальными школами в губернии выполнял губернский училищный совет.
Уездных органов по управлению народными училищами не имелось, и участки инспекторов народных училищ не совпадали с уездами.

### Постоянно действующие комиссии

#### Губернское по земским и городским делам присутствие
Присутствия были учреждены в 1890 году, при принятии нового «Положения о земских учреждениях», как мероприятие по ужесточению государственного контроля за местным самоуправлением. Присутствие было главным губернским учреждением по контролю за земским и городским самоуправлением. Присутствие представляло собой межведомственную комиссию, состоящую из губернатора, губернского предводителя дворянства, вице-губернатора, управляющего казённой палатой, прокурора Окружного суда, председателя губернской Земской управы, непременного члена (название особенной должности), городского головы губернского города, представителя губернского Земского собрания, представителя городской Думы губернского города.
Единственным штатным сотрудником присутствия был непременный член, специальный чиновник министерства внутренних дел, который и отвечал за ведение документации присутствия.
Основной задачей присутствия было обсуждение правильности и законности постановлений земских учреждений. Также присутствие рассматривало жалобы на составление списков избирателей и могло, по представлению губернатора, принимать решение об отмене выборов в земские учреждения (при нарушениях законной процедуры). По представлению губернатора, присутствие отменяло постановления земских собраний.
На уездном уровне аналогичных учреждений не имелось.
Хотя присутствие в полном составе собиралось нечасто, через него проходили все постановления земских и городских учреждений и дела по их выборам, делопроизводство было достаточно большим; должность непременного члена присутствия была важной и деловой, он считался одним из ближайших помощников губернатора.

#### Губернское присутствие (губернское по крестьянским делам присутствие)
Губернские по крестьянским делам присутствия были учреждены в 1861 году, при принятии «Положения о губернских и уездных о крестьянских делах учреждениях», в 1889 году, при введении «Положения о земских участковых начальниках», они были преобразованы в губернские присутствия. Старые названия эти учреждения сохранили только в Киевской, Подольской и Волынской губерниях.
Присутствие представляло собой независимую межведомственную комиссию (а по некоторым делам — судебную инстанцию), под председательством губернатора, состоявшую из губернского предводителя дворянства, вице-губернатора, прокурора окружного суда или его товарища, и двух непременных членов от правительства. Два непременных члена присутствия были его штатными сотрудниками. Они назначались из лиц, не менее трех лет работавших в должностях не ниже VI класса, связанных с управлением крестьянскими делами. Непременные члены могли производиться в V класс (статский советник), а при особых заслугах — в IV класс (действительный статский советник). В 46 губерниях, в которых действовали Временные правила по обеспечению продовольственных потребностей сельских обывателей, имелся также непременный член присутствия (особая штатная должность), занимавшийся делопроизводством по продовольственной части. Если присутствие выступало как судебная инстанция, в нем также участвовал председатель или член окружного суда, а если нет — также участвовали управляющий казённой палатой, начальник управления земледелия и государственных имуществ и председатель губернской земской управы. При присутствии состоял секретарь, чиновник губернского правления.
Присутствие выступало как верхняя судебная инстанция по отношению к уездным мировым съездам (съездам мировых посредников, занимавшихся урегулированием конфликтов по землепользованию между крестьянами и помещиками) — до 1889 года, а с 1889 года — по отношению к уездным съездам (уездная инстанция над земскими начальниками) и непосредственно земским начальникам, а также рассматривало и утверждало все сделки, приводившие к изменению границ сельских обществ, а также вопросы исключения за провинности из сельских обществ.
Так как все правоотношения, связанные с крестьянским землепользованием, были чрезвычайно конфликтными, присутствие заседало часто, имело обширное текущее делопроизводство, а непременные члены присутствия были одними из основных сотрудников губернатора.

### Периодически действующие комиссии

#### Губернское по воинской повинности присутствие
Присутствие представляло собой межведомственную комиссию под председательством губернатора, в составе губернского предводителя дворянства, вице-губернатора, председателя губернской земской управы, члена от губернской земской управы, прокурора окружного суда или его товарища, воинского чина (с правами командира отдельной части) по назначению командующего военным округом.
Присутствия были заняты общим надзором за правильностью хода призыва в губернии, раскладкой числа новобранцев, приходящихся на губернию, по уездам и городам, проверкой деятельности нижестоящих присутствий (уездных, окружных и городских) и рассмотрением жалоб на них.
В уездах и отдельных крупных городах созывались уездные (городские) по воинской повинности присутствия.
Присутствия были учреждены с введением «Устава о воинской повинности» 1874 года.

#### Губернское по промысловому налогу присутствие
Присутствие представляло собой независимую межведомственную комиссию в составе губернатора, управляющего Казённой палатой, управляющего акцизными сборами, прокурора Окружного суда, председателя Губернской земской управы, городского головы, и двух представителей налогоплательщиков, избираемых губернской и городской земскими управами.
Присутствие было одним из учреждений, участвовавшим в сборе государственного промыслового налога, его задачей было рассмотрение жалоб на решения Общего присутствия Казённой палаты, относящие к сбору этого налога.
Присутствия были учреждены с 1899 года, с момента введения промыслового налога. Присутствия собиралось нерегулярно.

#### Губернское по квартирному налогу присутствие
Присутствие представляло собой межведомственную комиссию при Казённой палате, в состав которой входили управляющий Казённой палатой, члены Общего присутствия Казённой палаты, городской голова губернского города и два члена, выбранных городской думой.
Присутствия занимались сбором государственного квартирного налога. Так как ведение списков налогоплательщиков, определение оклада налога и рассылка окладных листов были обязанностями подчиненных им городских по квартирному налогу присутствий, губернские присутствия занимались только контролем деятельности городских присутствий и разбором поступавших на них жалоб.
Присутствия были учреждены с 1893 года, с момента введения налога. Присутствия собирались нерегулярно.

#### Губернское по делам об обществах присутствие
Учреждены в 1906 году на основе «Временных правил об обществах и союзах» от 4 марта 1906 года. Присутствие производило регистрацию общественных организаций. Так как порядок регистрации был уведомительным (если общество в течение 2 недель не получало ответа на заявление о регистрации, оно считалось зарегистрированным), присутствию приходилось собираться часто, при небольшом количестве дел. Состав присутствия был одинаков с губернским по городским и земским делам присутствием, с целью совмещения заседаний этих двух комиссий.

#### Губернский распорядительный комитет
Губернский распорядительный комитет представлял собой межведомственную комиссию, занимавшуюся вопросами земских повинностей. После введения в 1864 году земств, земские учреждения самостоятельно собирали и расходовали земские денежные сборы и администрировали земские натуральные повинности. Но значительная часть земских натуральных повинностей производилась в пользу государства (предоставление квартир войскам, обеспечение разъездов чинов местной полиции и т. п.). Кроме того, государство после введения казённой винной монополии выплачивало земствам компенсации за выпавшие земские сборы с торговли питиями. Губернские распорядительные комитеты и представляли интересы государства перед земствами на предмет взаиморасчетов по земским повинностям.
В неземских губерниях распорядительные комитеты занимались также и организацией земских сборов, раскладкой государственного поземельного налога между уездами и отдельными налогоплательщиками.
Комитет, под председательством губернатора, состоял из губернского предводителя дворянства, управляющего казённой палатой, члена от правительства, председателя губернской земской управы и городского головы губернского города.
В уездах существовали подчиненные уездные распорядительные комитеты.

#### Губернское по фабричным и горнозаводским делам присутствие
Присутствия были учреждены в 1886 году, при принятии «Правил о надзоре за заведениями фабричной промышленности и о взаимных отношениях фабрикантов и рабочих». Присутствие представляло собой независимую межведомственную комиссию в составе губернатора, вице-губернатора, прокурора окружного суда или его товарища, начальника губернского жандармского управления, окружного фабричного инспектора или его помощника, члена от губернской земской управы, члена от городской управы и городского головы губернского города. В присутствие входили представители местных фабрикантов и заводчиков, избираемые сроком на три года.

Присутствия издавали постановления по охране труда, налагали взыскания на заводовладельцев и рассматривали жалобы на действия фабричных инспекций.

Присутствия собирались нерегулярно.

#### Губернское присутствие по делам страхования рабочих
Присутствия были учреждены в 1912 году особым законом, входившим в пакет законов о страховании рабочих. Присутствие представляло собой межведомственную комиссию в составе губернатора, вице-губернатора, управляющего Казённой палатой, прокурора окружного суда или его товарища, старшего фабричного инспектора, губернского врачебного инспектора, члена по назначению от министра внутренних дел, фабричного инспектора (по выбору министра торговли и промышленности), двух членов от губернского земства, одного члена от городской думы, двух членов от владельцев предприятий, двух членов от участников больничных касс (то есть от застрахованных рабочих).

Присутствия занимались всем кругом вопросов, связанных с деятельностью больничных касс (независимых некоммерческих общественных организаций, осуществлявших страхование рабочих), прежде всего рассмотрением жалоб на деятельность касс и выдачей разрешений на различные отклонения от установленных законом параметров деятельности касс (минимальная численность участников и т. п.).

Присутствия собирались нерегулярно.

Подчиненных учреждений уездного уровня не имелось.

#### Губернская оценочная комиссия
Губернская оценочная комиссия, под председательством губернатора, состояла из вице-губернатора, губернского предводителя дворянства, управляющего Казённой палатой, начальника управления земледелия и государственных имуществ, управляющего местным отделением Дворянского банка, одного из двух непременных членов губернского присутствия, председателя и членов губернской земской управы, двух членов от губернского земского собрания, городского головы губернского города, управляющего удельным округом (если он есть), представителя горного ведомства (если есть горные промыслы).

Задачей комиссии было установление общих принципов и методик оценки недвижимого имущества, используемой казной и земствами в качестве налоговой базы при взимании многочисленных государственных налогов и земских сборов. Комиссия принимала разного рода методические указания по оценке, руководила подчиненными уездными комиссиями, проверяла оценочную деятельность уездных и губернских земских управ, разрешала пререкания между ведомствами при оценке имуществ.

Комиссии были учреждены в 1899 году.

### Комиссии, собираемые нерегулярно

#### Губернский статистический комитет
Губернский статистический комитет состоял из председателя — губернатора, помощника председателя, непременных, действительных и почетных членов, а также секретаря. Состав комитета был очень широким. Непременными членами (то есть членами по должности) были вице-губернатор, губернский предводитель дворянства, управляющий казённой палатой, начальник управления государственных имуществ, губернский врачебный инспектор, директор губернских училищ, а в городах, где есть университет — профессор статистики, член от духовной консистории, член от ведомства путей сообщения, городской голова губернского города. Действительных и почетных членов комитет избирал сам из любых лиц, признанных сведущими и достойными. Секретарь комитета был его единственным штатным сотрудником.

Закон не устанавливал никаких сроков для собраний комитетов, благодаря чему они собирались редко (или не собирались никогда).

Комитет, лишенный собственного штата статистиков, никаких работ не производил, и лишь требовал производить и присылать ему статистические исследования от различных ведомств. Так как и другие ведомства не имели собственных статистических подразделений, статистика МВД считалась неудовлетворительной и уступала земской статистике, для ведения которой земства создавали особые отделы. В методическом плане комитет был подчинен Центральному статистическому комитету Министерства внутренних дел.

#### Лесоохранительный комитет
Лесоохранительные комитеты были учреждены в 1888 году, при введении «Положения о сбережении лесов»". Комитет был независимым и межведомственным, состоял из губернатора, губернского предводителя дворянства, председателя или члена окружного суда, управляющего государственными имуществами (земледелием и государственными имуществами) или его помощника, лесного ревизора, управляющего удельной конторой, председателя или члена губернской земской управы, непременного члена губернского по крестьянским делам присутствия, двух членов из местных лесовладельцев, избранных губернским земским собранием.

В обязанности комитета входило заведование сохранением лесов в губернии. Основной задачей комитета было присвоение лесам статуса защитных или подлежащих сбережению, а также утверждение планов хозяйства для защитных лесов. Непосредственной защитой лесов занимались чины лесной охраны, которыми ведало губернское управление государственных имуществ.

Собирался комитет нерегулярно. Среди функций комиссии находилась выдача полномочий на возбуждение преследования преследования нарушителей. Решения комиссии были обязательны для всех лесовладельцев, жалобы на действия комиссии направлялись министру госимуществ.

#### Губернский комитет попечительства о народной трезвости
Комитеты учреждались в губерниях, начиная с 1896 года, по мере введения казённой винной монополии, и состояли в ведении Министерства финансов. В задачу комитетов входила пропаганда трезвости и содействие всем общественным организациям, преследующим ту же цель.
Комитеты, под председательством губернатора, состояли из депутата от духовного ведомства, губернского предводителя дворянства, председателя и прокурора окружного суда, вице-губернатора, управляющих казённой палатой, контрольной палатой, удельным округом, начальника управления земледелия и государственных имуществ, представителя местного высшего учебного заведения, директора народных училищ, управляющего отделением крестьянского поземельного банка, начальника губернского жандармского управления, представителя военного ведомства, врачебного инспектора, председателя губернской земской управы и двух членов от губернского земского собрания, городского головы губернского города.
Комитеты представляли собой совершенно номинальную, бездеятельную организацию, по причине отсутствия ясно выраженной государственной политике борьбы с алкоголизмом.

#### Губернский училищный совет
Губернские училищные советы были учреждены в 1874 году, при введении «Положения о народных училищах», только в тех губерниях, в которых введены земские учреждения. Совет, под председательством губернского предводителя дворянства, состоял из директора народных училищ, члена по назначению от попечителя учебного округа, члена по назначению от губернатора, члена по назначению от епархиального архиерея, двух членов от губернского земского собрания.

Совет занимался координацией деятельности разных ведомств, заведующих начальными школами в губернии (начальные школы содержались преимущественно земствами, городами и духовным ведомством, но также имелись и «министерские» начальные училища, напрямую управляемые министерством народного просвещения). Непосредственное руководство народными училищами осуществлял специальный губернский чиновник (по ведомству Министерства народного просвещения) — директор народных училищ и подчиненные ему инспекторы народных училищ, совет занимался только общим наблюдением и попечением за развитие начального образования. Совет утверждал отчеты инспекторов народных училищ, подтверждал утверждение в должности учителей и увольнял неблагонадежных учителей, распределял субсидии и т. д.

В уездах имелись аналогичные по составу уездные училищные советы.

В реальной административной практике всю работу по развитию сети и финансированию начальных училищ взяли на себя земства, города (в меньшей степени) и духовное ведомство, училищные советы собирались нечасто и выполняли формальные функции.

#### Общее присутствие губернских установлений
Межведомственная комиссия, которую губернатор собирал для решения дел «особо важных и чрезвычайных», «встретив сомнение и недоразумение в смысле законов». Представляло собой совместное заседание Губернского правления, Казённой палаты и Управления государственных имуществ. В реальной административной практике не созывалось.

## Отрасли, не управляемые на губернском уровне
В приведенном выше списке административных органов отсутствуют учреждения, отвечающие за весьма важные функции, по следующим причинам:
Полиция. Единого органа полицейской власти на губернском уровне не существовало, в отличие от городов и уездов; координировал работу местной полиции непосредственно и лично губернатор.
Суд. Судебные учреждения представляли собой независимую ветвь власти и не относились к числу губернских учреждений. Судебные округа не обязательно совпадали с губерниями, и не в каждой губернии была судебная палата, низшая судебная инстанция — окружные суды, напротив, в некоторых случаях охватывали территорию менее губернии. В настоящей статье судебные учреждения не рассматриваются.
Здравоохранение. Государство, за редкими исключениями, не имело в губерниях лечебных учреждений; все медицинские учреждения находились в заведовании земств. По этой причине, кроме маленького врачебного отделения в составе губернского правления, никаких учреждений, заведовавших медициной, не существовало.
Среднее и высшее образование. Образование управлялось через 12 учебных округов министерства народного просвещения, на губернском уровне управление средним и высшим образованием отсутствовало.
Почта и телеграф. Управлялись через почтово-телеграфные округа Министерства внутренних дел, не совпадавшие с губерниями.